# Meiyu
Meiyu är en socken i Kina. Den ligger i provinsen Sichuan, i den sydvästra delen av landet, omkring 440 kilometer sydväst om provinshuvudstaden Chengdu. Antalet invånare är 23 975. Befolkningen består av 11 415 kvinnor och 12 560 män. Barn under 15 år utgör 24,0 %, vuxna 15-64 år 69 %, och äldre över 65 år 6,0 %.
Genomsnittlig årsnederbörd är 1 202 millimeter. Den regnigaste månaden är juli, med i genomsnitt 392 mm nederbörd, och den torraste är januari, med 1 mm nederbörd.